# Districtul Landshut
Districtul Landshut este un district rural (germană: Landkreis) din regiunea administrativă Bavaria Inferioară, landul Bavaria, Germania. 

## Orașe și comune
| orașe 1. Rottenburg a.d.Laaber (7.686) 2. Vilsbiburg (11.603) comune (târg) 1. Altdorf (11.306) 2. Ergolding (11.468) 3. Ergoldsbach (7.552) 4. Essenbach (10.819) 5. Geisenhausen (6.341) 6. Pfeffenhausen (4.820) 7. Velden (6.502) | comune 1. Adlkofen (3.949) 2. Aham (1.969) 3. Altfraunhofen (2.064) 4. Baierbach (781) 5. Bayerbach b.Ergoldsbach (1.743) 6. Bodenkirchen (5.395) 7. Bruckberg (5.039) 8. Buch am Erlbach (3.447) 9. Eching (3.531) 10. Furth (3.206) 11. Gerzen (1.812) 12. Hohenthann (3.781) 13. Kröning (1.919) 14. Kumhausen (4.727) 15. Neufahrn i.NB (3.895) 16. Neufraunhofen (1.104) 17. Niederaichbach (3.662) 18. Obersüßbach (1.697) 19. Postau (1.612) 20. Schalkham (921) 21. Tiefenbach (3.534) 22. Vilsheim (2.369) 23. Weihmichl (2.463) 24. Weng (1.394) 25. Wörth a.d.Isar (2.400) 26. Wurmsham (1.365) |